# Île de los Negritos
L'Île de los Negritos est une petite île d'un archipel du golfe de Nicoya, au Costa Rica, dans l'océan Pacifique. Elle appartient administrativement à la province de Puntarenas  et elle est située à 16 km au sud de la ville de Puntarenas.

## Toponymie
Le nom de l'île provient d'une légende locale qui dit qu'en 1897, deux esclaves africains qui s'étaient échappés d'un bateau de pirates lors d'une tempête ont été retrouvés sur l'île.

## Description
L'île a une superficie d'environ 140 hectares (1.4 km²) et son point culminant est à 100 mètres au-dessus du niveau de la mer. Elle est composée de deux petites îles séparées par un étroit chenal. Les îles n'ont pas de population permanente, d'installations ou de pistes. Pour les visiter il faut avoir l'autorisation par l'Área de Conservación Tempisque, qui gère la réserve, et prendre un bateau depuis le port de Puntarenas. 
Sa formation géologique est constituée de basalte et les deux îles sont couvertes d'une forêt. Des taches de piñuela et de coyol sont observées près des rochers. Parmi les espèces de flore caractéristiques de la région, on trouve  le frangipanier, le madroño et le bursera simaruba .
Un phare se trouve sur l'île.

## Zone protégée
L'île est destinée à la conservation de la nature dans le cadre de la réserve biologique de Guayabo, Pájaros et Negritos créée en 1973. Ce groupe d'îles sert d'habitat et de reproduction à des populations abondantes d'oiseaux de mer, tels que les fregates, les mouettes et les perroquets. L'île est aussi un site de nidification pour les pélicans bruns et les perroquets Amazone à nuque d'or, considéré comme emblématique de l'île.
Les eaux entourant les îles sont riches en poissons tels que le vivaneau rouge du Pacifique, le vivaneau rose, le maquereau et le thon. Sur les îles, vous pouvez voir certains mammifères tels que le raton laveur et le singe araignée , et sur les côtes, des populations de dauphins, de crustacés tels que le crabe ermite , les mollusques et les huîtres.